# Jaime Enríquez Casillas
Jaime Enríquez Casillas es un político mexicano, miembro del Partido Revolucionario Institucional. 
Nació el 29 de mayo de 1935 en Colima, Colima. Se graduó de la Escuela Normal de Maestros de Colima en 1954, siendo catedrático de secundaria durante 30 años. Fue director de la Escuela Normal de Maestros de 1957 a 1962. Fue director de Acción Juvenil del PRI de 1956 a 1962. Posteriormente cursó la Licenciatura en Derecho, de la que egresó en 1966. Fue presidente de la Federación de Estudiantes Colimenses de 1956 a 1957. 
Fue Director del Bufete Jurídico del Partido Revolucionario Institucional; Secretario de Acción Política del CDE del PRI; Secretario de Planeación, y después de Organización, de la Confederación Nacional de Organizaciones Populares; Oficial Mayor del Gobierno del Estado de 1963 a 1965. Fue diputado local en la XLIII Legislatura del Congreso del Estado de Colima. 
Fue Coordinador General de los Censos Nacionales de Población y Vivienda de 1970. Inclusive fue presidente del Comité Directivo Estatal del PRI de 1972 a 1974. Fue director general de Pensiones Civiles del Estado de 1974 a 1976; Presidente de la Comisión Distrital Electoral en 1983 y director general de Educación Pública del Estado, de 1985 a 1986.